# 拉萨赫
拉萨赫是奥地利施蒂利亚州德意志兰茨贝格县的一个市镇。总面积18.14平方公里，总人口1452人，人口密度80.0人/平方公里（2001年）。